# Δ-Tocophérol
Le δ-tocophérol est une des huit formes naturelles de vitamine E.